# Novi Opaciîci, Makariv
Novi Opaciîci (în ucraineană Нові Опачичі) este o comună în raionul Makariv, regiunea Kiev, Ucraina, formată numai din satul de reședință.

## Demografie
Componența lingvistică a comunei Novi Opaciîci
     Ucraineană (97,65%)
     Rusă (2,35%)
Conform recensământului din 2001, majoritatea populației comunei Novi Opaciîci era vorbitoare de ucraineană (97,65%), existând în minoritate și vorbitori de rusă (2,35%).